# Grad Gutenberg
Grad Gutenberk ali Grad Stari Gutenberg tudi Hudi grad) je stal na severnem pobočju nad cerkvijo sv. Jurija nad Bistrico pri Tržiču in nad Potjo na Bistriško planino, na delno skalnatem pomolu z razgledom na naselje Bistrico, ki je bil razrušen 1511, od katerega so ostale le še mogočne razvaline. Sodi med najstarejše slovenske gradove. Grad je poleg reprezentativne in obrambne funkcije nudil še nadzor nad potmi, ki so povezovale Begunje na Gorenjskem in prelaz Ljubelj. Prav tako je predstavljal najzahodnejšo točko takratnega Andeškega gospostva na Gorenjskem.

## Zgodovina
Prvotni graditelji gradu niso znani. Leta 1156 v listini prvič zasledimo omembo Gutenberškega viteza domino Alberon de Guotenberg in njegovega sina, ko sta od cisterijanskega samostana v Vetrinju prejela pet kmetij pri Vipavi. Ti Gutenberški vitezi so bili verjetno ministeriali Andeških grofov, čeprav naj bi bilo območje gradu sprva briksensko in je mogoče, da so bili sprva briksenski. Kot priče v spremstvu Andeških se Gutenberški omenjajo še vse do leta 1228. Vitezi, ki so upravljali grad Gutenberg, so po letu 1228 postali ministeriali Spanheimov in nato Ortenburžanov. Od druge tretjine 14. stoletja dalje nastopajo kot ministeriali deželnega kneza.
Grad je prvič omenjen leta 1187, vendar lahko domnevamo, da je bil zgrajen že v začetku 12. stoletju. Iz skopih zgodovinskih virov ni jasno, ali je ta plemiška rodbina vitezov Gutenberških že bivala na gradu ali pa še vedno na bližnji Pristavi, kraju južno od Bistrice (nemško: Gutenberg). Arheologi ugotavljajo, da je bil stari grad zgrajen po letu 1300. Prva zanesljiva omemba samega gradu (vest ze Guotenberch) je šele iz leta 1330: vojvoda Henrik Vi. Koroški ga je dal Petru Limberškemu kot fevd. Med kastelani na Gutenbergu so omenjeni vitezi Czepli in vitezi Zwickli, leta 1422 sta omenjena Nikolaj z Gutenberga in njegov stric Erazem s Kamna. Leta 1444 so grad, gospostvo in Tržič kupili Lambergi – Jurij pl. Lamberg. Juriju Lambergu se je rodilo osem otrok, eden izmed njih je bil tudi Žiga pl. Lamberg († 1488) je leta 1461/63 postal prvi ljubljanski škof. Jurij pl. Lamberg je utrdbo prejel skupaj z nakupom Tržiča, ki mu je leta 1444 cesar Friderik III. na pobudo tedanjih lastnikov Tržiča (Lovrenca Paradajzarja z gradu Neuhaus in dedičev Janeza Lamberga z gradu Gutenberg) podelil tudi trške pravice. Grad je leta 1472 in 1484 oblegala turška roparska vojska. Rušilen potres leta 1511 je grad zelo poškodoval, tako da ga niso več popravljali ali obnovili. Lambergi so grad takrat zapustili in njegovo ime prenesli na grad Glantz. Leta 1557 je namreč kralj Ferdinand I. Habsburški Lambergom dovolil, da so to ime prenesli na grad Glanz, ki je bil približno 5 km zahodno od Slatne na cesti proti Begunjam. Prvotni grad se je takrat že imenoval Stari Gutenberg.
Leta 1645 je Adam pl. Lamberg dal Gutenberg in gospostvo v zakup Andreju Staudachu, grofica Marija Renata Barbo pa je gospostvo in ruševino kupila leta 1686. Naslednji lastnik je bil leta 1695 baron Janez Valerij Wernegkh. V roke Turjaških pa je gospostvo prišlo leta 1734. 
Od leta 2017 so ruševine gradu v upravljanju Kulturno – umetniškega društva Ampus, ki s pomočjo občine Tržič grad počasi oživlja in obnavlja.